# Łasicowate
Łasicowate, kunowate (Mustelidae) – najliczniejsza w gatunki rodzina ssaków z podrzędu psokształtnych (Caniformia) w obrębie rzędu drapieżnych (Carnivora) obejmująca zwierzęta małe lub średniej wielkości, o wysmukłym ciele i krótkich nogach, doskonale przystosowane do drapieżnego trybu życia w różnych środowiskach. Zalicza się do niej około 60 gatunków, w tym łasice, kuny, wydry, norki i borsuki. Łasicowate są blisko spokrewnione z pandkami, skunksami i szopami, z którymi są wspólnie zaliczane do drapieżnych ssaków łasicokształtnych (Musteloidea). Są bardzo sprawnymi i wytrwałymi łowcami. Niektóre są hodowane dla futra lub oswajane i trzymane jako zwierzęta domowe. W zapisie kopalnym łasicowate są znane od oligocenu. Analiza zasięgu występowania sugeruje, że współcześnie żyjące łasicowate wywodzą się z Eurazji, a następnie skolonizowały Afrykę, Amerykę Północną, jak i Południową.

## Występowanie
Występują praktycznie na całym świecie, poza Australią, Antarktydą, Madagaskarem i wyspami oceanicznymi, ale preferują strefę klimatów umiarkowanych. Introdukowano je w Nowej Zelandii. Zamieszkują środowiska niemal każdego typu: lasy, tereny skaliste, pustynie, tundrę, rzeki, strumienie górskie, przybrzeżne wody słone, pola, ogrody, a nawet osiedla ludzkie. Gnieżdżą się w norach wydrążonych w ziemi, w dziuplach drzew, w gniazdach ptaków i wiewiórek. Kałany morskie wypływają do 180 km od brzegu.
W Polsce występuje obecnie w stanie dzikim 9 gatunków z tej rodziny. Wydra europejska objęta jest ochroną częściową, a łasica pospolita, gronostaj europejski i tchórz stepowy ochroną ścisłą. Norka europejska od lat 30. XX w. uważana jest za wymarłą na obszarze Polski.

## Opis ogólny rodziny
Rodzina łasicowatych obejmuje gatunki silnie zróżnicowane pod względem wyglądu zewnętrznego, zajmowanych siedlisk oraz preferencji pokarmowych. Większość ma wydłużone, smukłe ciało z elastycznym kręgosłupem, stosunkowo krótkie kończyny oraz długi i silny – często puszysty – ogon. Borsuki i rosomaki mają ciało masywniejsze od pozostałych gatunków. Łasicowate są palcochodne lub półstopochodne. Ich uszy są małe, zwykle zaokrąglone, u kun przyjmują trójkątny kształt. Pięciopalczaste kończyny są zaopatrzone w długie, niewciągalne pazury, u wielu gatunków zakrzywione, przystosowane do kopania norw. Palce wydr są połączone błoną usprawniającą pływanie. W okolicy odbytu znajdują się dobrze rozwinięte gruczoły odbytowe (przekształcone gruczoły łojowe) produkujące wydzielinę o bardzo silnym i przenikliwym zapachu, wykorzystywaną w komunikacji wewnątrzgatunkowej, a czasem jako formę obrony przed wrogiem – podobnie jak to robią skunksowate. Sierść jest delikatna i gęsta, złożona z gęstych włosów wełnistych i długich, sztywniejszych włosów okrywowych. Gatunki żyjące w strefie chłodnej (gronostaj, łasica) zmieniają zimą uwłosienie na białe.

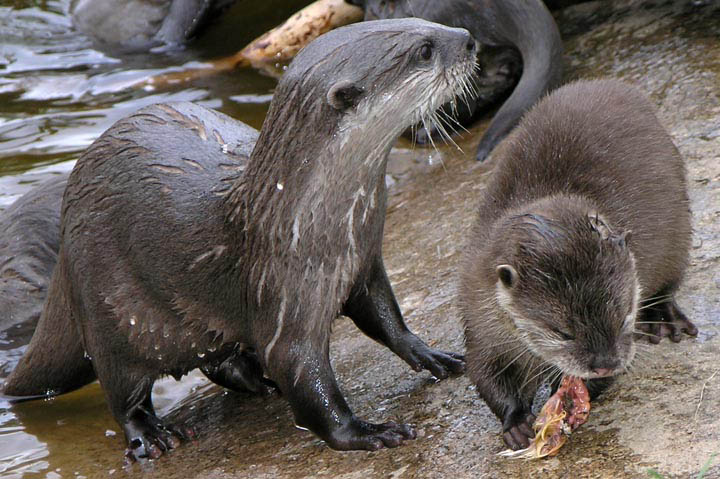
Wyderka orientalna

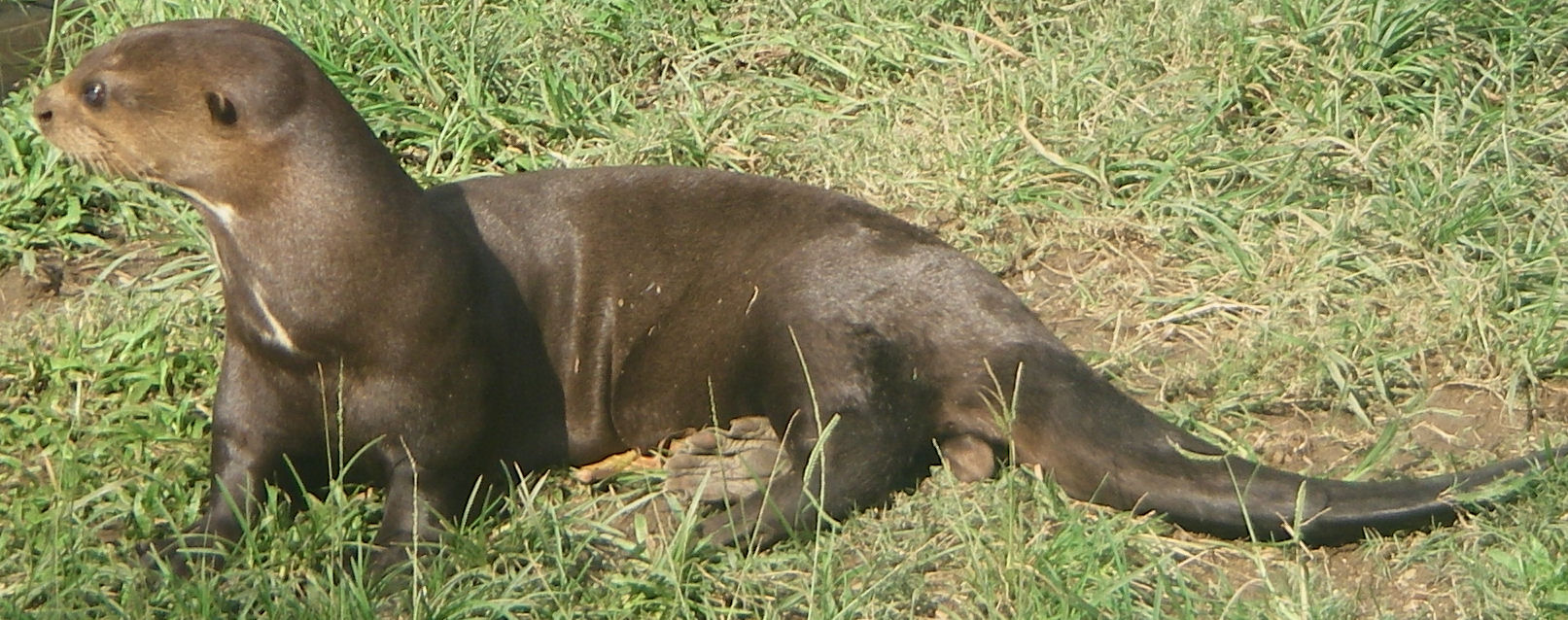
Wydra olbrzymia

Obojczyk słabo rozwinięty, w uzębieniu wyróżniają się wydłużone i ostre kły oraz silnie rozwinięte łamacze. Łasicowate, jak większość drapieżników, mają znakomity węch, wykorzystywany do lokalizacji ofiary oraz wewnątrzgatunkowej komunikacji zapachowej – zwierzęta te znakują zajmowane terytoria oraz sygnalizują gotowość do rozrodu wydzieliną gruczołów zapachowych. Mają również dobrze rozwinięty wzrok i słuch.
Najmniejszą w rodzinie, a zarazem najmniejszym ssakiem drapieżnym (Carnivora) jest łasica. Masa jej ciała mieści się w przedziale 25-250 gramów. Najmniejsze okazy mierzą 114 mm długości ciała. Rosomak jest największym łasicowatym o typowo lądowym trybie życia, a arirania amazońska i kałan morski osiągają zbliżone, a nawet większe od rosomaka rozmiary. Największe notowane wydry morskie mierzyły 1 m długości i 45 kg masy ciała. Samce są zwykle o ok. 25% większe od samic tego samego gatunku.

## Tryb życia
Większość łasicowatych prowadzi naziemny tryb życia, ale potrafią świetnie pływać i wspinać się na drzewa. Niektóre przystosowały się do życia nadrzewnego, wydry – do ziemnowodnego, a wydra morska większość czasu spędza w wodzie. Największą aktywność wykazują w nocy. Zimą nie zapadają w sen zimowy. Wyjątkiem jest borsuk, który w ostrym klimacie zapada w stan płytkiej hibernacji.
Poza okresem godowym większość łasicowatych prowadzi samotnicze życie, niektóre żyją w grupach o strukturze socjalnej zależnej od gatunku. Zwierzęta zaliczane do tej rodziny są wyjątkowo mobilne. Zajmują bardzo duże areały osobnicze, podejmują bardzo długie wędrówki w poszukiwaniu pokarmu lub partnera seksualnego.
Pożywieniem łasicowatych są drobne kręgowce i zwierzęta bezkręgowe. Łasice i tchórze wyspecjalizowały się w chwytaniu gryzoni, a wydry sprawnie polują na ryby. Niektóre gatunki są padlinożerne, inne chętnie jedzą soczyste owoce. Polują zwykle po zachodzie słońca, znane są jednak gatunki wychodzące na żer w dzień. Wydra morska jest jednym z nielicznych zwierząt, które posługują się narzędziami. Wykorzystuje płaskie kamienie do otwierania muszli skorupiaków.
Gatunki naziemne często polują w norach, podziemnych tunelach lub pod śniegiem. Niektóre łasice chwytają ofiary większe od nich samych. Wśród łasicowatych obserwowano zwierzęta dokonujące nadmiarowego zabijania ofiar (tzw. surplus killing) – stwierdzono to m.in. u gronostaja, norki amerykańskiej i łasicy.

## Rozród
U wielu gatunków łasicowatych obserwuje się zjawisko ciąży przedłużonej: zaraz po kryciu rozwój zapłodnionych komórek przebiega normalnie przez 2 tygodnie, następnie zostaje zahamowany nawet do 10 miesięcy. W tym czasie zarodki spoczywają swobodnie (nie zaimplantowane) w macicy. Z końcem diapauzy blastocysty zostają zaimplantowane i rozpoczyna się normalny rozwój zarodków trwający 30–65 dni. Młode rodzą się w liczbie od 1 do 14 sztuk, niedołężne i ślepe (wyjątkiem są młode kałana morskiego). Dojrzałość płciową osiągają pomiędzy 8. a 24. miesiącem życia. Żyją 5–20 lat.

## Znaczenie dla człowieka

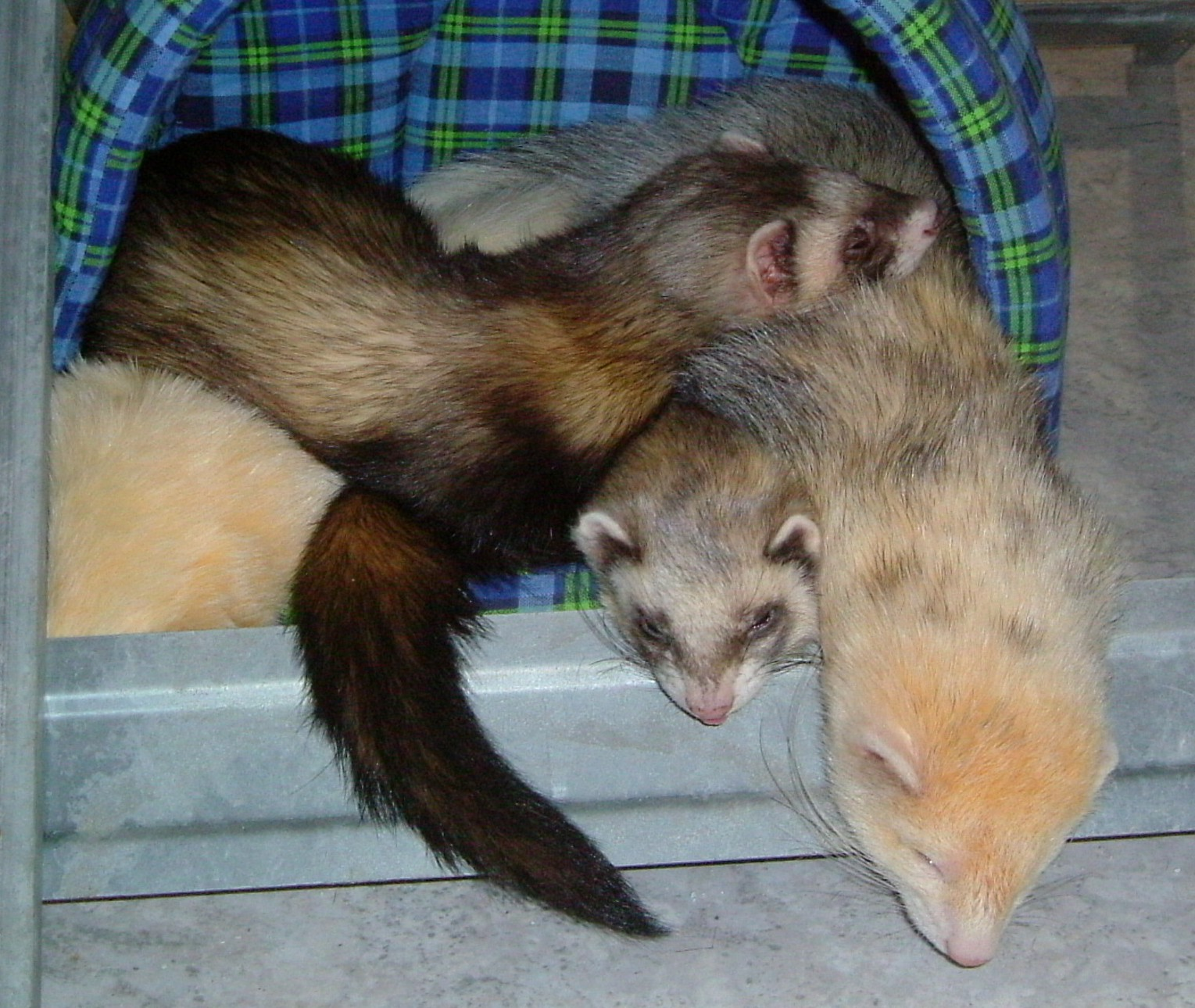
Tchórzofretki zyskują popularność jako zwierzęta domowe

Wiele gatunków z tej rodziny żywi się gryzoniami uznawanymi przez ludzi za szkodniki, znacząco wpływając na redukcję ich populacji, co stawia łasicowate w pozycji pożytecznych z punktu widzenia gospodarki człowieka. Głównie z tego powodu w wielu krajach łasicowate są obejmowane ochroną prawną. Jednak niektóre z nich – zwłaszcza gatunki synantropijne – wyrządzają szkody wśród drobiu lub są nosicielami chorób bydła, a te, które żywią się ptakami są zagrożeniem dla rzadkich gatunków ptaków. Między ratelem miodożernym, zwanym miodożerem, miodowodem (Indicator indicator) i człowiekiem wytworzyły się relacje komensalne ułatwiające lokalizację kolonii pszczół.
Łasicowate, a szczególnie wydry, stanowią atrakcję wielu ogrodów zoologicznych.
Futro wielu przedstawicieli tej rodziny było od dawna wysoko cenione. Już w średniowieczu futro z sobola lub gronostaja było symbolem bogactwa. Włosy borsuka były wykorzystywane do wyrobu pędzli do golenia. Intensywne polowania dla futra doprowadziły do całkowitego wytępienia †Neovison macrodon i drastycznego zmniejszenia liczebności wydry morskiej – w 1911 pozostało zaledwie 2000 osobników. Człowiek nadal wykorzystuje łasicowate jako zwierzęta futerkowe (głównie gronostaj europejski, soból tajgowy, norki i tchórze).
Tchórze, fretki domowe i tchórzofretki dają się łatwo oswajać i hodować w domu, jednakże wydzielina gruczołów odbytowych ma tak silną i nieprzyjemną woń, że hodowla ta może być uciążliwa. Fretka domowa była w starożytności zwierzęciem hodowanym do polowania na króliki i szczury. Obecnie tchórzofretka – krzyżówka tchórza zwyczajnego z albinotyczną formą fretki domowej – pełni coraz częściej funkcję zwierzęcia domowego.
Oswojone wyderki orientalne i wydry gładkowłose już od wczesnego średniowiecza wykorzystuje się w Azji do łapania ryb.

## Systematyka
W oparciu o cechy morfologiczne poszczególnych gatunków w rodzinie Mustelidae wyróżniano początkowo od czterech do siedmiu podrodzin. Pocock (1921) wyróżnił ich aż piętnaście. Jednym z bardziej popularnych podziałów był system proponowany przez Simpsona (1945), wyróżniający pięć podrodzin: Lutrinae (wydry), Melinae (borsuki), Mellivorinae (ratele), Mephitinae (skunksy) i Mustelinae (łasice właściwe).
Dzięki badaniom molekularnym ustalono, że tak rozumiane Mustelidae stanowią takson parafiletyczny. Skunksy i teledu (Mydaus spp.) wyodrębniono do rodziny Mephitidae.
Pozycja taksonomiczna pozostałych gatunków jest ciągle tematem dyskusji.
Do łasicowatych należą następujące podrodziny:
- Taxidiinae Pocock, 1920 – jedynym żyjącym współcześnie przedstawicielem jest Taxidea taxus (von Schreber, 1777) – borsucznik amerykański
- Mellivorinae J.E. Gray, 1865 – jedynym żyjącym współcześnie przedstawicielem jest Mellivora capensis von Schreber, 1776 – ratel miodożerny
- Melinae Bonaparte, 1838
- Guloninae J.E. Gray, 1825
- Helictidinae J.E. Gray, 1865
- Ictonychinae Pocock, 1922
- Mustelinae G. Fischer, 1817 – łasice
- Lutrinae Bonaparte, 1838 – wydry

Klasyfikacja taksonów wymarłych wydaje się być jeszcze trudniejsza i wymaga dalszych badań. Podrodzina †Leptarctinae obejmuje kilkanaście gatunków. Do Taxidiinae zaliczano wymarły rodzaj †Chamitataxus oraz żyjącego do dzisiaj borsuka amerykańskiego (Taxidea taxus) – poniżej zaliczonego do Mustelinae. Ponad 20 rodzajów wymarłych łasicowatych ma niejasną pozycję systematyczną.
Badania, których wyniki opublikowano w 2008 sugerują, że ratel i borsucznik amerykański stanowią dwie odrębne od wymienionych podrodzin linie ewolucyjne.
Opisano również podrodziny wymarłe:
- Leptarctinae Gazin, 1936[21]
- Oligobuninae Baskin, 1998[22]

Plemię wymarłe nie sklasyfikowane w żadnej z ww. podrodzin:
- Ischyrictini Ginsburg, 1977[24]

Opisano również szereg rodzajów wymarłych nie sklasyfikowanych w żadnej z ww. podrodzin:

- Adroverictis Ginsburg & Morales, 1996[25]
- Anatolictis Schmidt-Kittler, 1976[26] – jedynym przedstawicielem był Anatolictis laevicanina Schmidt-Kittler, 1976
- Brevimalictis K.S. Smith, Czaplewski & Cifelli, 2016[27] – jedynym przedstawicielem był Brevimalictis chikasha K.S. Smith, Czaplewski & Cifelli, 2016
- Corumictis Paterson, 2019[28]
- Dinogale Cook & Macdonald, 1962[29] – jedynym przedstawicielem był Dinogale siouxensis Cook & Macdonald, 1962
- Franconictis Wolsan, 1993[30]
- Gaillardina Ginsburg, 1999[31] – jedynym przedstawicielem był Gaillardina transitoria (Gaillard, 1899)
- Heterictis Kretzoi, 1962[32]
- Iranictis Kretzoi, 1962[33] – jedynym przedstawicielem był Iranictis polaki (Kittl, 1887)
- Legionarictis Tseng, Wang Xiaoming & J.D. Stewart, 2009[34] – jedynym przedstawicielem był Legionarictis fortidens Tseng, Wang Xiaoming & Stewart, 2009
- Luogale Schmidt-Kittler, 1987[35] – jedynym przedstawicielem był Luogale rusingensis Schmidt-Kittler, 1987
- Marcetia Petter, 1967[36] – jedynym przedstawicielem był Marcetia santigae Petter, 1967
- Matanomictis Thewissen & Bajpai, 2008[37] – jedynym przedstawicielem był Matanomictis maniyarensis Thewissen & Bajpai, 2008
- Miomustela Hall, 1930[38] – jedynym przedstawicielem był Miomustela madisonae (Douglass, 1929)
- Negodiaetictis K.S. Smith, Czaplewski & Cifelli, 2016[39] – jedynym przedstawicielem był Negodiaetictis rugatrulleum K.S. Smith, Czaplewski & Cifelli, 2016
- Oaxacagale Ferrusquía-Villafranca & Wang, 2021[40] – jedynym przedstawicielem był Oaxacagale ruizi Ferrusquía-Villafranca & Wang, 2021
- Palaeomeles Villalta Comella & Crusafont i Pairó, 1943[41] – jedynym przedstawicielem był Palaeomeles pachecoi Villalta & Crusafont i Pairó, 1943
- Paragale Petter, 1967[42] – jedynym przedstawicielem był Paragale huerzeleri Petter, 1967
- Paramartes Kretzoi, 1952[43] – jedynym przedstawicielem był Paramartes pococki Kretzoi, 1952
- Parataxidea Zdansky, 1924[44]
- Pilgrimeles Ginsburg, 1999[31] – jedynym przedstawicielem był Pilgrimeles woodwardi (Pilgrim, 1931)
- Plesiogale Pomel, 1847[45]
- Pliomartes Kretzoi, 1952[46] – jedynym przedstawicielem był Pliomartes palaeosinensis (Zdansky, 1924)
- Polgardia Kretzoi, 1952[47] – jedynym przedstawicielem był Polgardia pannonica Kretzoi, 1952
- Promeles Zittel, 1893[48]
- Proputorius Filhol, 1891[49]
- Psalidogale Rabeder, 1976[50] – jedynym przedstawicielem był Psalidogale altenburgensis Rabeder, 1976
- Puijila Rybczynski, Dawson & Tedford, 2009[51] – jedynym przedstawicielem był Puijila darwini Rybczynski, Dawson & Tedford, 2009
- Pyctis Babbitt, 1999[52] – jedynym przedstawicielem był Pyctis inamata Babbitt, 1999
- Sabadellictis Petter, 1963[53] – jedynym przedstawicielem był Sabadellictis crusafonti Petter, 1963
- Semantor Orlov, 1931[54] – jedynym przedstawicielem był Semantor macrurus Orlov, 1933
- Siamogale Ginsburg, Ingavat & Tassy, 1983[55]
- Sinictis Zdansky, 1924[56]
- Sivalictis Pilgrim, 1932[57] – jedynym przedstawicielem był Sivalictis natans Pilgrim, 1932
- Sivamellivora Kretzoi, 1942[58] – jedynym przedstawicielem był Sivamellivora necrophila (Pilgrim, 1932)
- Stromeriella Dehm, 1950[59]
- Taxodon Lartet, 1851[60] – jedynym przedstawicielem był Taxodon sansaniensis Lartet, 1851
- Tisisthenes Martin, 1973[61] – jedynym przedstawicielem był Tisisthenes parvus Martin, 1973
- Watay McLaughlin, Hopkins & Schmitz, 2016[62] – jedynym przedstawicielem był Watay tabutsigwii McLaughlin, Hopkins & Schmitz, 2016

## Zagrożenia i ochrona
Zwierzęta zaliczane do rodziny Mustelidae dobrze przystosowują się do warunków siedliskowych. Wiele z nich odnosi, zdaniem naukowców, największe wśród drapieżnych sukcesy ewolucyjne. Jednak – choć same są aktywnymi łowcami – padają ofiarą większych od siebie drapieżników, z którymi koegzystują, głównie psowatych, a także dużych węży i ptaków (szponiastych i sów).

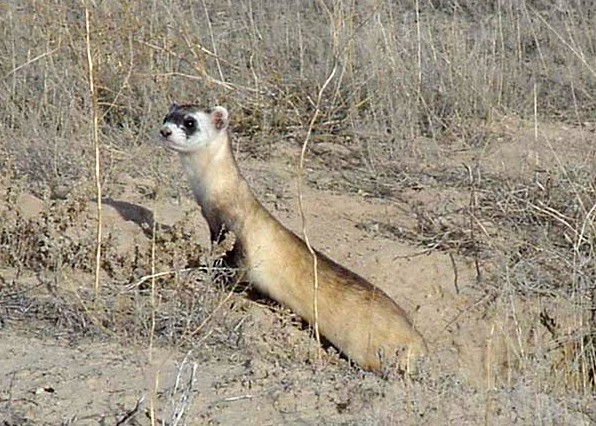
Tchórz czarnołapy wyginął na wolności. Podejmowane są liczne próby przywrócenia go z osobników hodowanych w niewoli.

Postępująca degradacja środowiska, fragmentacja siedlisk oraz polowania to największe zagrożenia stojące przed łasicowatymi. Większość gatunków zaliczanych obecnie do tej rodziny została wpisana do Czerwonej Księgi Gatunków Zagrożonych Międzynarodowej Unii Ochrony Przyrody i Jej Zasobów, w tym:
- †wizon morski w kategorii EX (wymarłe)
- tchórz czarnołapy w kategorii EW (wymarłe na wolności)
- 7 gatunków w kategorii EN (zagrożone wyginięciem) – kałan morski, wydrak patagoński, wydrak południowy, łasica kolumbijska, norka europejska, łasica indonezyjska i arirania amazońska

W wielu regionach, zwłaszcza w Ameryce Północnej, podejmowane są liczne próby reintrodukcji kilku gatunków.